# Alpha and Omega
Alpha and Omega (2010) es una película en 3-D animada por computadora estadounidense producida por Crest Animation Productions y Richard Rich, director de El zorro y el sabueso, y fue estrenada por Lions Gate Entertainment. La película está dirigida por Anthony Bell y Ben Gluck, con las voces protagonistas de Justin Long, Hayden Panettiere, Dennis Hopper, Danny Glover y Christina Ricci. La película está dedicada a Hopper, fallecido 4 meses antes del estreno.
Fue estrenada el 17 de septiembre de 2010.

## Sinopsis
Kate (Hayden Panettiere) y Humphrey (Justin Long) son dos lobos de la misma manada en el Parque nacional Jasper de Canadá, pero opuestos en cuanto a orden social. Kate, hija de Winston (Danny Glover), el principal macho alfa y su pareja Eve (Vicki Lewis), es alpha y hace lo que debe: tomarse en serio su deber y compromiso con la manada. Humphrey, por el contrario, es un lobo omega, el rango más bajo de la manada, y se pasa sus días haciendo chistes y jugando con sus otros amigos omega: Shakey (Kevin Sussman), Salty (Brian Donovan) y Mooch (Eric Price). A pesar de su bajo rango en la manada, Humphrey está enamorado de Kate y sin embargo también es valorado en la manada como artífice de la paz por virtud de su afable naturaleza.
Kate y Humphrey, luego de ser tomados por unos guardabosques y transportados a Idaho, intentan regresar a casa. Allí conocen a un ganso llamado Marcel (Larry Miller), que tiene un ávido interés en el golf, y su cadi, un pato llamado Paddy (también con la voz de Eric Price). Juntos unen esfuerzos para poder afrontar las dificultades que se presentan en el largo recorrido de regreso a casa.
En esta vuelta a casa, la manada rival de lobos está en marcha y el conflicto se está gestando. Sólo Kate y Humphrey pueden restaurar la paz. Pero primero, tienen que sobrevivir entre sí.

## Actores de doblaje (V.O.) y personajes
- Justin Long es Humphrey, un lobo omega, está enamorado de Kate.
- Hayden Panettiere es Kate, una loba alfa y muy hermosa, hija de Winston, el macho alfa.
- Danny Glover es Winston, el padre de Kate y Lilly y macho alfa de su manada.
- Vicki Lewis es Eve, la pareja de Winston y madre de Kate y Lilly.
- Chris Carmack es Garth, el hijo de Tony, un lobo alfa.
- Christina Ricci es Lilly, la hermana menor de Kate, una loba omega y tímida.
- Dennis Hopper es Tony, el macho alfa de la manada del este y antagonista primario.
- Kevin Sussman y Brian Donovan son Shakey y Salty.
- Larry Miller es Marcel, un ganso golfista franco-canadiense de Idaho.
- Eric Price es Paddy, el cadi de Marcel, un pato, y como Mooch, un lobo omega con sobrepeso y uno de los amigos de Humphrey.

## Producción
La animación principal se realizó en el estudio de animación de Crest en la India. La preproducción y posproducción tuvieron lugar en Los Ángeles.